# Buckinghamia
Buckinghamia är ett släkte av tvåhjärtbladiga växter. Buckinghamia ingår i familjen Proteaceae.
Kladogram enligt Catalogue of Life:
| Buckinghamia | \| \| Buckinghamia celsissima \| \| \| \| \| \| Buckinghamia ferruginiflora \| \| \| \| |
|              | \| \| Buckinghamia celsissima \| \| \| \| \| \| Buckinghamia ferruginiflora \| \| \| \| |
|              | Buckinghamia celsissima                                                                 |
|              |                                                                                         |
|              | Buckinghamia ferruginiflora                                                             |
|              |                                                                                         |